# Кітаджіма (Токусіма)

Кітаджі́ма (яп. 北島町, きたじまちょう, МФА: [kʲi̥tad͡ʑima t͡ɕoː]?) — містечко в Японії, в повіті Ітано префектури Токусіма.  Отримало статус містечка 1940 року. Площа становить 8,77 км². Станом на 1 серпня 2012 року населення складало 21 988  осіб, густота населення — 2510 осіб/км².   